# Reinhardsmunster
Reinhardsmunster je občina v departmaju Bas-Rhin francoske regije Alzacija.
Leta 1990 je v občini živelo 366 oseb oz. 20 oseb/km².